# Атлантически менхаден
Атлантическите менхадени (Brevoortia tyrannus) са вид актиноптери от семейство Селдови (Clupeidae).
Те са незастрашен вид.
Таксонът е описан за пръв път от Бенджамин Хенри Латроуб през 1802 година.